# Värmlänningarne
Värmlänningarne är en svensk film från 1910, regisserad av Carl Engdahl.

## Om filmen
Filmen premiärvisades 9 januari 1910. Som förlaga till filmen har man Fredrik August Dahlgrens pjäs Wermlenningarne. Samtidigt som den här filmen filmades arbetade Ebba Lindkvist med sin version av Värmländingarna, och ytterligare tre inspelningar kom att göras under 1900-talet.

## Rollista (i urval)
- Carl Engdahl - brukspatron
- Axel de la Motte - Wilhelm, hans son, samt Anna i drunkningsscenen
- Wilgot Ohlsson - prost
- Oscar Söderholm - Sven Ersson i Hult
- Käthie Jacobsson - Lisa, hans hustru
- Georg Dalunde - Erik, deras son
- Idof Bergqvist - Ola i Gyllby
- Frida Greiff - Britta, hans dotter
- Gotthard Jacobsson - Jan Hansson vid sjön och Löpar-Nisse
- Ellen Ströbäck - Anna, hans dotter
- Gottfrid Hallberg - Anders, deras dräng
- Ellen Hallberg - Stina, Sven Erssons piga
- Torsten Jacobsson - Per, Sven Erssons dräng